# Herbert Vissers College
Het Herbert Vissers College is een middelbare scholengemeenschap in Nieuw-Vennep. Het bestuur van de school berust bij IRIS, Stichting voor Christelijk Voortgezet Onderwijs.

## Geschiedenis
In Nieuw-Vennep werd in 1961 een christelijke ULO gesticht. De school werd vernoemd naar Herbert Vissers, de man die in 1910 het bedrijf Vicon in Nieuw-Vennep oprichtte. Toen de school werd opgericht zaten er nog maar 32 leerlingen op school. Door de technische ontwikkeling in de jaren zestig werd de behoefte aan jongeren met een technische opleiding steeds sterker. Daarom werd  in 1968 de protestants christelijke school "De Hoeksteen" gesticht. In 1975 kreeg de mavoschool toestemming om een havo-afdeling te starten en in 1987 kwamen de Atheneum- en Gymnasium afdeling erbij.
In 1995 fuseerden het Herbert Vissers College en De Hoeksteen (beroepsonderwijs) tot een brede scholengemeenschap onder de naam Herbert Vissers College.

## De school nu
Het Herbert Vissers College is de enige middelbare school in Nieuw-Vennep en is de grootste in de Haarlemmermeer.
In 2007 is de school teruggestapt van vmbo-t naar mavo.
Deze Christelijke scholengemeenschap voor Gymnasium, Atheneum, havo, mavo vmbo-b/k en HVC heeft drie gebouwen; waarvan de Beurtschipper en het T-gebouw aan elkaar verbonden zijn:
- Noorderdreef: VMBO Basis en Kader
- Beurtschipper: HAVO, Atheneum en Gymnasium
- T-gebouw: MAVO en "HVX".

De school telt in het schooljaar 2021-2022 1906 leerlingen en ongeveer 200 personeelsleden. Het HVC is de enige middelbare school in Nieuw-Vennep en de grootste in de gemeente Haarlemmermeer.

## Gebouwen
Het HVC bestaat uit drie gebouwen:
- Noorderdreef (door velen ook simpelweg 'de N' of 'het Bierkrat' genoemd onder leerlingen aangezien deze op een groene bierkrat lijkt).
- T-gebouw (ook wel 'T-Huis' of 'de T').
- Beurtschipper (ook wel 'de B').

De leerlingen van de havo en het vwo volgen de meeste lessen in de Beurtschipper, de leerlingen van het vmbo-b/k in de Noorderdreef (waar zich ook de meeste praktijklokalen bevinden) en de leerlingen van de mavo in het T-gebouw.
Dit systeem met gebouwen is gevormd om de grote school wat kleinschaliger te laten lijken. Elk gebouw heeft een eigen aula en kantine.
In 2015 is het oude gebouw de Noorderdreef afgebroken. Sinds het einde van het schooljaar 2015-2016 staat er een nieuw compleet groen gebouw met heel veel innovatieve aanpassingen, wat het leren moet bevorderen.
In 2019 is het Beurtschipper een grote verbouwing ondergaan. Sindsdien worden de niveaus HAVO en VWO ook als het Herbert Vissers Lyceum aangeboden.